# Platycentropus amicus
Platycentropus amicus là một loài Trichoptera trong họ Limnephilidae. Chúng phân bố ở miền Tân bắc.